# دنيس هاسكينز
دنيس هاسكينز (بالإنجليزية: Dennis Haskins)‏ هو ممثل أمريكي، ولد في 18 نوفمبر 1950 في تشاتانوغا في الولايات المتحدة.

## أعمال

### أفلام
- (2014) مليون طريقة للموت في الغرب[4][5]

### مسلسلات
- أنقذه الجرس
- الدجاجة الآلية
- الفتاة الجديدة
- جاغ
- رجال ماد
- كيف قابلت أمكما

## وصلات خارجية
- الموقع الرسمي
- دنيس هاسكينز على موقع قاعدة بيانات المصارعة على الإنترنت (الإنجليزية)
- دنيس هاسكينز على موقع IMDb (الإنجليزية)
- دنيس هاسكينز على موقع ألو سيني (الفرنسية)
- دنيس هاسكينز على موقع أول موفي (الإنجليزية)
- دنيس هاسكينز على موقع إن إن دي بي (الإنجليزية)
- دنيس هاسكينز على موقع قاعدة بيانات الفيلم (الإنجليزية)
- دنيس هاسكينز على موقع كينوبويسك (الروسية)